# 短裂玉叶金花
短裂玉叶金花（学名：Mussaenda breviloba）为茜草科玉叶金花属下的一个种。